# Арионешты
Арионешты (рум. Arionești, Арионешть) — село в Дондюшанском районе Молдавии. Относится к сёлам, не образующим коммуну.

## История
Неподалёку от Арионешт, на берегу Днестра, в местечке под названием Валя Брадулуй (рум. Valea Bradului) археологи обнаружили человеческое поселение возрастом 40—42 тысячи лет. Такой вывод был сделан на основе анализа каменных предметов, которые позже отнесли к периоду позднего палеолита. На месте нынешнего населённого пункта археологи обнаружили существовавшие восемь соседних сёл, которые были брошены. Три из них относятся к IV—II вв. до н. э. Ещё одно к II веку до н. э., а оставшиеся два — к II—IV вв. В итоге, наиболее близкое к современному времени, но исчезнувшее село датируется VIII—XII вв. На месте, где находились древние поселения находятся останки человеческого жилья, типичные объекты указанных выше периодов истории этого края.
Документально населённый пункт зарегистрирован в 1463 году. Этот год принято считать годом его основания. Но, будучи сильно малым, объединился с другим таким же маленьким населённым пунктом Кончень (рум. Conceni).
1 октября 1897 года в качестве директора школы в село приезжает Михай Оцел (рум. Mihai Oţel). Через год он открывает библиотеку для школьников и взрослых людей. Ещё через год он организует школьный концерт, на котором поют дети. В 1905 году в школе учатся около 200 детей от 8 до 12 лет. 8 декабря 1908 директор Михай Оцел награждён золотой медалью. С его помощью и поддержкой для него являлся преот Владимир Котюжинский (Vladimir Cotiujinschi), который последние 30 лет преподавал лекции по религии и христианскому поведению. В 1911 году в школе села учились 163 мальчиков и 22 девочки. Церковным хором, в котором пели дети руководил Владимир Ливоцкий (рум. Vladimir Livoţchi).
28 июня 1940 года в течение двух дней произошла смена власти. Далее следует период Второй мировой войны, в течение которого населённый пункт перемещался на разные стороны фронта. После окончания войны в селе продолжалась голодовка. В 1940-х годах часть жителей села была выслана в Сибирь. На 1 августа 1949 года в селе проживало 2819 жителей.
В период коллективизации в Арионештах создаётся колхоз «В. И. Ленина».

## География
Площадь села — 39 км². Расстояние от Дондюшан — 27 км, до Кишинёва — 217 км. В селе имеется 1002 хозяйства. Село расположено на высоте 241 метр над уровнем моря.
В Арионештах 242 колодца, 35 км дорог, из них 12 км с твёрдым покрытием. Работают 5 магазинов, кафетерий, баня, медицинский пункт, детский сад, школа, дом культуры, кинотеатр, библиотека, почта, стадион.

## Население
По данным переписи населения 2004 года, в селе Арионешть проживает 1596 человек (732 мужчины, 864 женщины).
Этнический состав села:
| Национальность | Число жителей | Процентный состав |
| -------------- | ------------- | ----------------- |
| молдаване      | 1547          | 96,93             |
| украинцы       | 27            | 1,69              |
| русские        | 18            | 1,13              |
| болгары        | 1             | 0,06              |
| прочие         | 3             | 0,19              |
| Всего          | 1596          | 100 %             |

## Известные уроженцы
- Пушкаш, Виктор Степанович (род. 1943) — молдавский государственный деятель. Исполняющий обязанности председателя парламента Республики Молдова (1993), председатель Конституционного суда Республики Молдова (2001—2007).